# Lühburg
Lühburg ist ein Ortsteil der Gemeinde Walkendorf im Osten des Landkreises Rostock in Mecklenburg-Vorpommern. Mit Wirkung zum 26. Mai 2019 wurde die bisher eigenständige Gemeinde ins südwestlich angrenzende Walkendorf eingemeindet.

## Geografie
Das Ortsgebiet zwischen den Kleinstädten Gnoien und Tessin liegt im Warbeltal. Der kleine Nebenfluss der Trebel entwässert die überwiegend flache bis leicht hügelige Gegend. Die Stadt Rostock ist etwa 30 Kilometer entfernt.
Zu Lühburg gehören die Ortsteile Basse, Gottesgabe, Repnitz und Strietfeld.

## Geschichte
Lühburg:  Das Gut der Familie von Bassewitz war seit dem 14. Jahrhundert, mit Unterbrechung von 1782 bis 1858, bis 1945 in deren Besitz. Das Herrenhaus Lühburg entstand um 1725/30; seit 2010 wird es von Dorothee Calsow, geb. Gräfin Bassewitz, und Wolf-Christian Calsow bewohnt. Letzter Bürgermeister der Gemeinde Lühburg war Wilfried Hermann.
Basse: Basse ist ein niederdeutsches und jägersprachliches Wort für einen älteren Keiler und Wappentier der Familie Bassewitz. Das Gut gehörte seit dem späten Mittelalter zu den ersten Gütern der Familie. Die Dorfkirche Basse aus dem 13. und 14. Jahrhundert wurde 1364 erstmals urkundlich genannt. 
Gottesgabe: Das Gut gehörte seit dem Ende des 13. Jahrhunderts der Familie von Maltzahn und ab Mitte des 14. Jahrhunderts der Familie von Prehn. Am 1. Juli 1950 wurde die bis dahin eigenständigen Gemeinde nach Lühburg eingemeindet.
Repnitz:  Das Gut gehörte u. a. der Familien von Bassewitz (vor 1460 – 1782 und 1901–1945) und von Oertzen (1842–1901); danach und davor fanden häufige Besitzwechsel statt. Gutshaus Repnitz wurde 1840 gebaut.
Strietfeld: Die große Burganlage war einer der Stammsitze der Familie von Moltke. Das später errichtete Gutshaus wurde 1998 abgebrochen.

## Sehenswürdigkeiten
- Dreiflügliges Herrenhaus Lühburg von um 1725/30 für Ludolph Friedrich von Bassewitz auf einer mittelalterlichen Wall-Graben-Anlage; neugotische Backsteintürmchen an der Rückfront von 1885.[3]
- Gotische Dorfkirche Basse:  1364 erstmals urkundlich erwähnt, Chor und Sakristeianbau vom 13. Jahrhundert als Feldsteinbauten. Innen: Spätmittelalterliche Grabplatten der Familie Bassewitz, zahlreiches  Gestühl aus der Reformationszeit, Patronatslogen späterer Jahrhunderte.
- Stallgebäude in Repnitz: Sitz des Bullenstall e. V. Repnitz; hier finden neben Theatervorstellungen Projektwochen und Workshops statt.

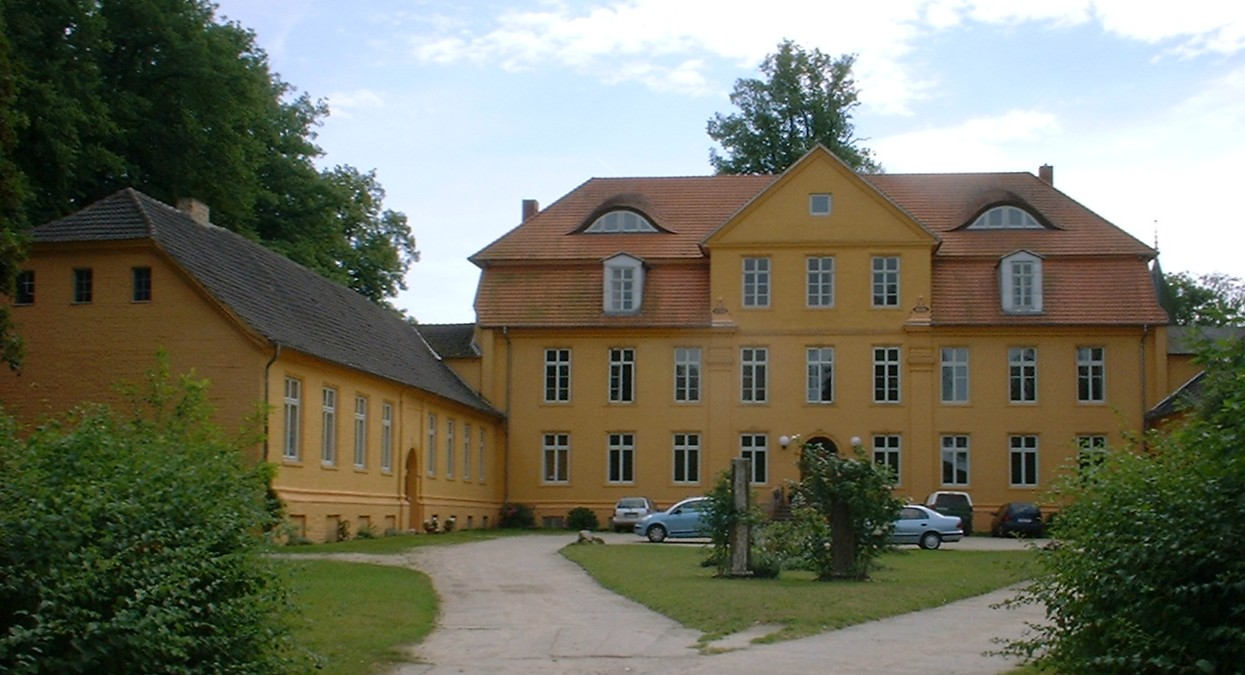
Herrenhaus in Lühburg
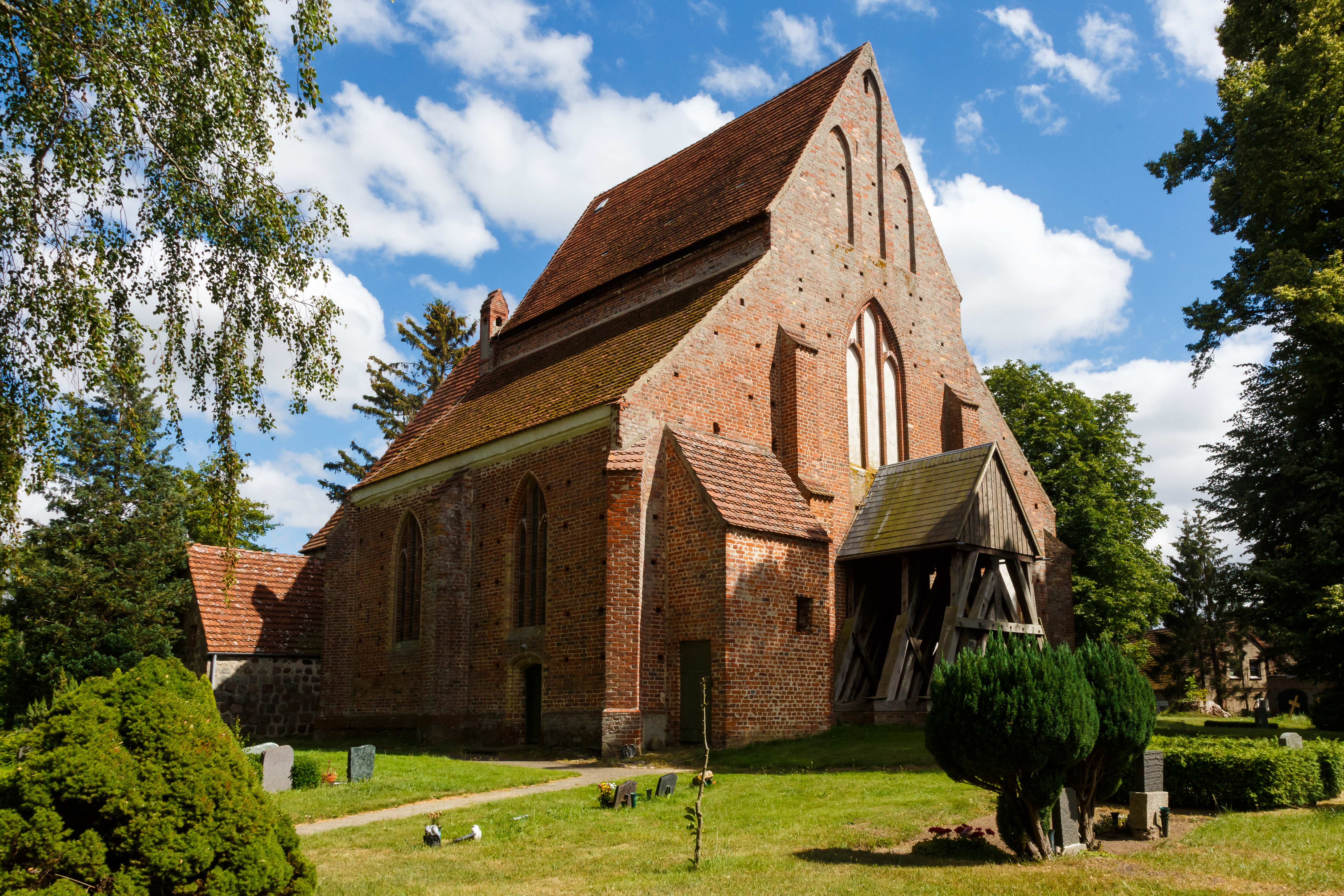
Dorfkirche in Basse

## Verkehrsanbindung
Die Bundesstraße 110 (Rostock–Demmin) durchquert Lühburg. Nahe dem Ortsteil Repnitz kreuzt sie die Bundesautobahn 20 (Anschlussstelle Tessin). Der nächste Bahnhof liegt in der etwa sieben Kilometer entfernten Stadt Tessin (Bahnlinie nach Rostock).

## Persönlichkeiten
- Ehrenreich Christoph Koch (* 1714 in Basse; † 1786 in Wismar), evangelisch-lutherischer Theologe und Geistlicher
- Philipp Cuno Christian von Bassewitz (* 1722 in Lühburg; † 1769 in Woltow), Geheimrat und Hofmarschall im Fürstentum Bayreuth und Oberdirektor der markgräflichen Oper
- Werner Lange (* 1932 in Lühburg), SED-Funktionär und Politiker